# Schottenkirche (Erfurt)

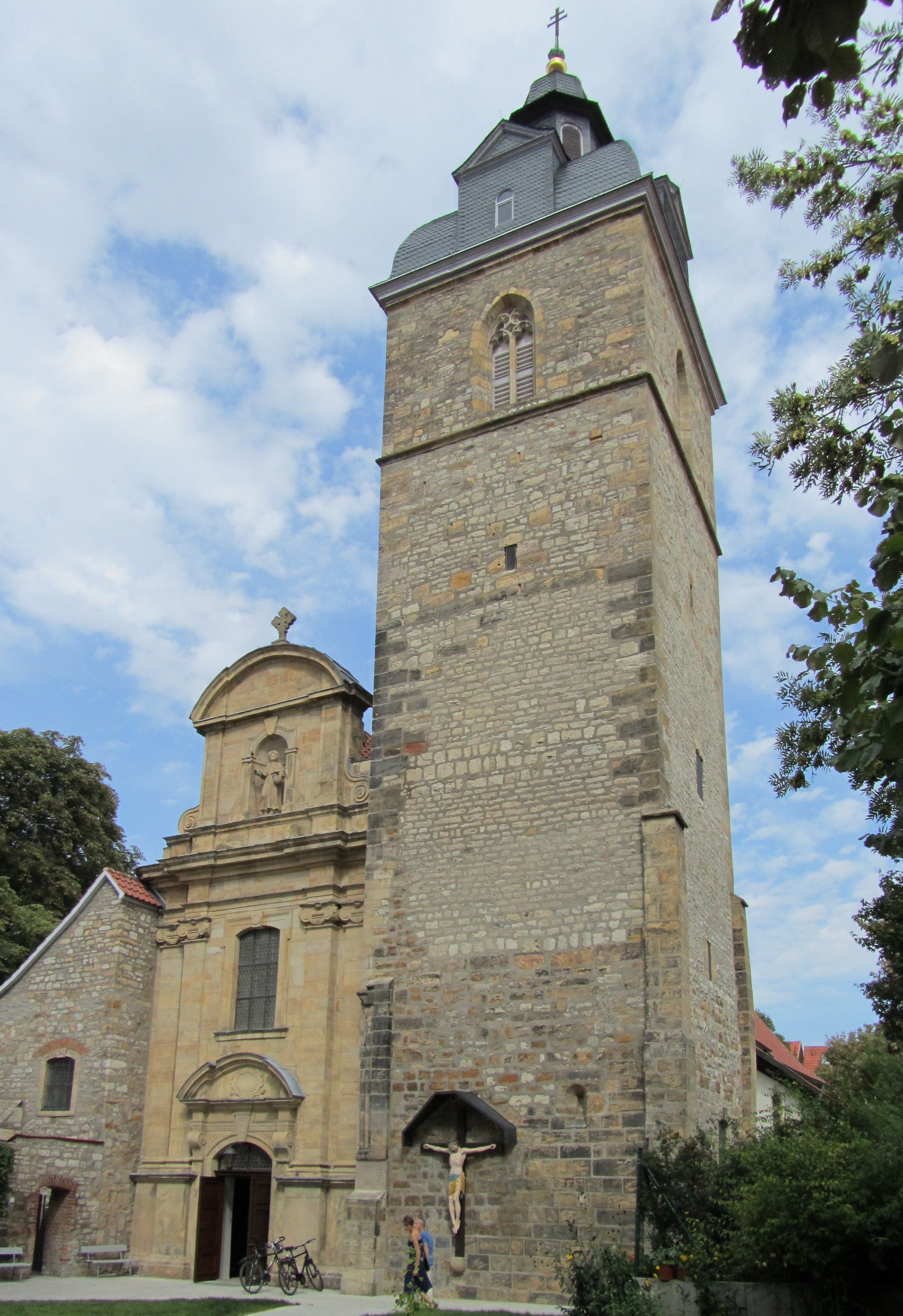
Schottenkirche in der Schottenstraße in Erfurt

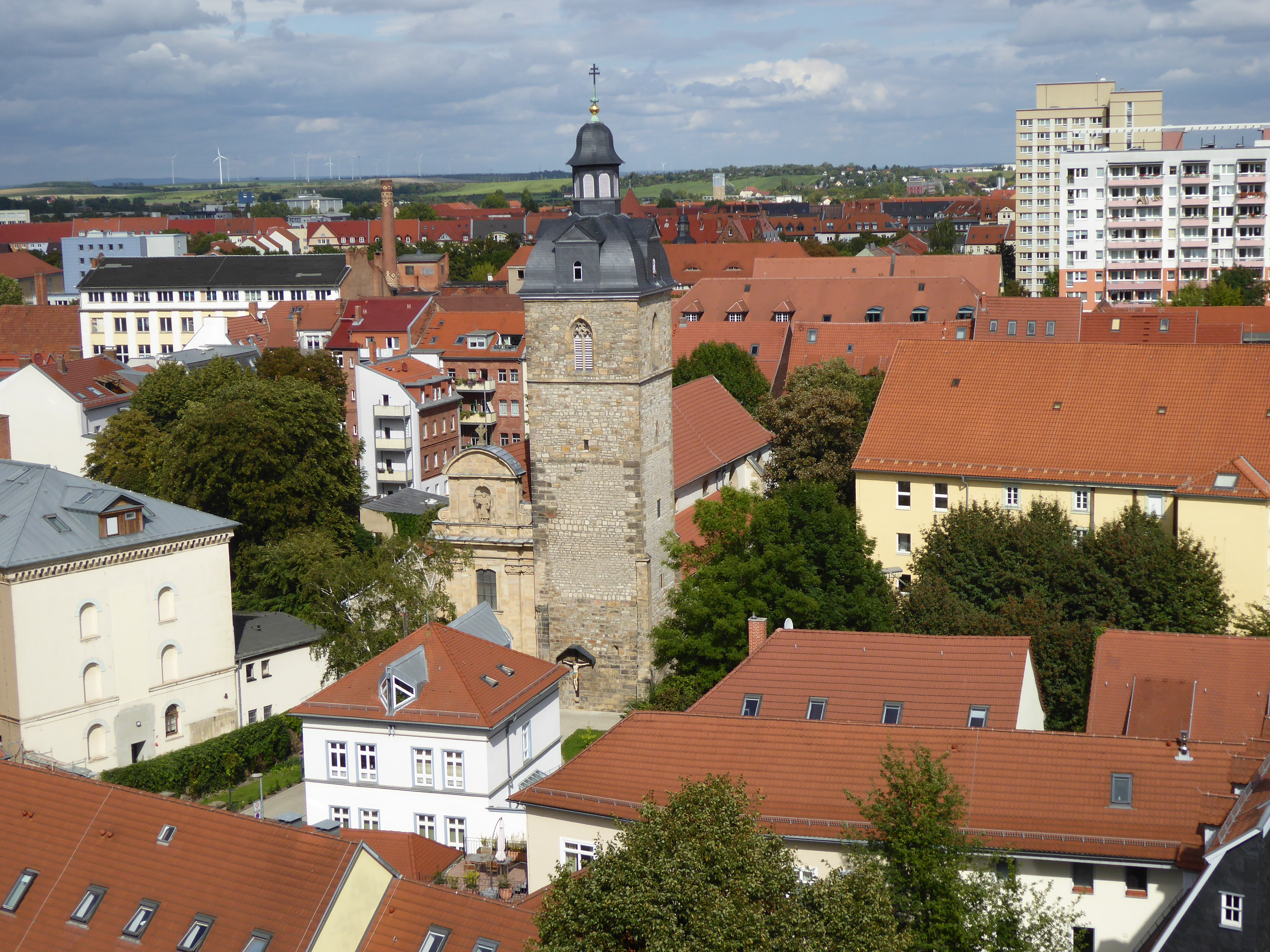
Schottenkirche im Stadtbild

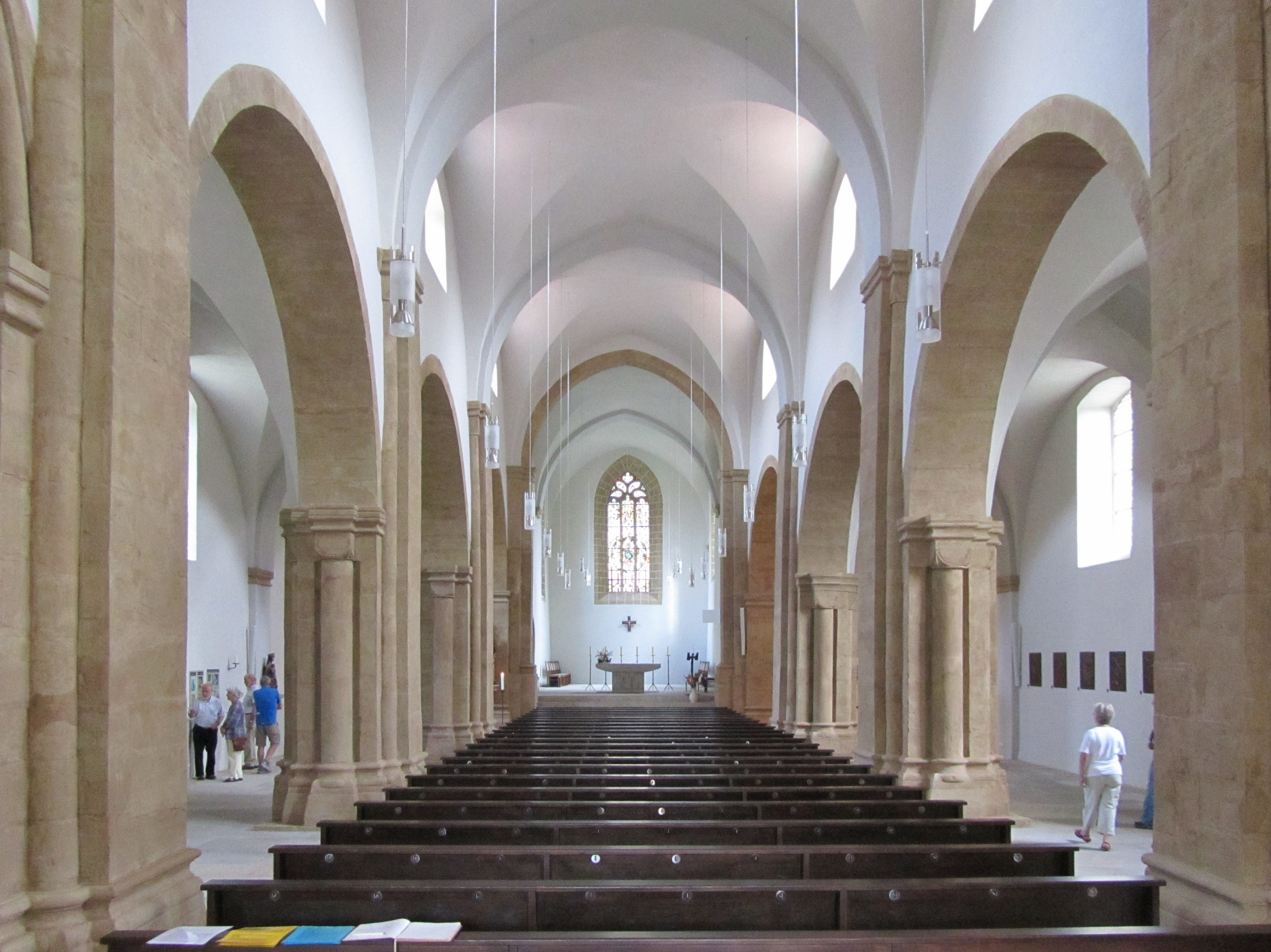
Blick durch das Kirchenschiff

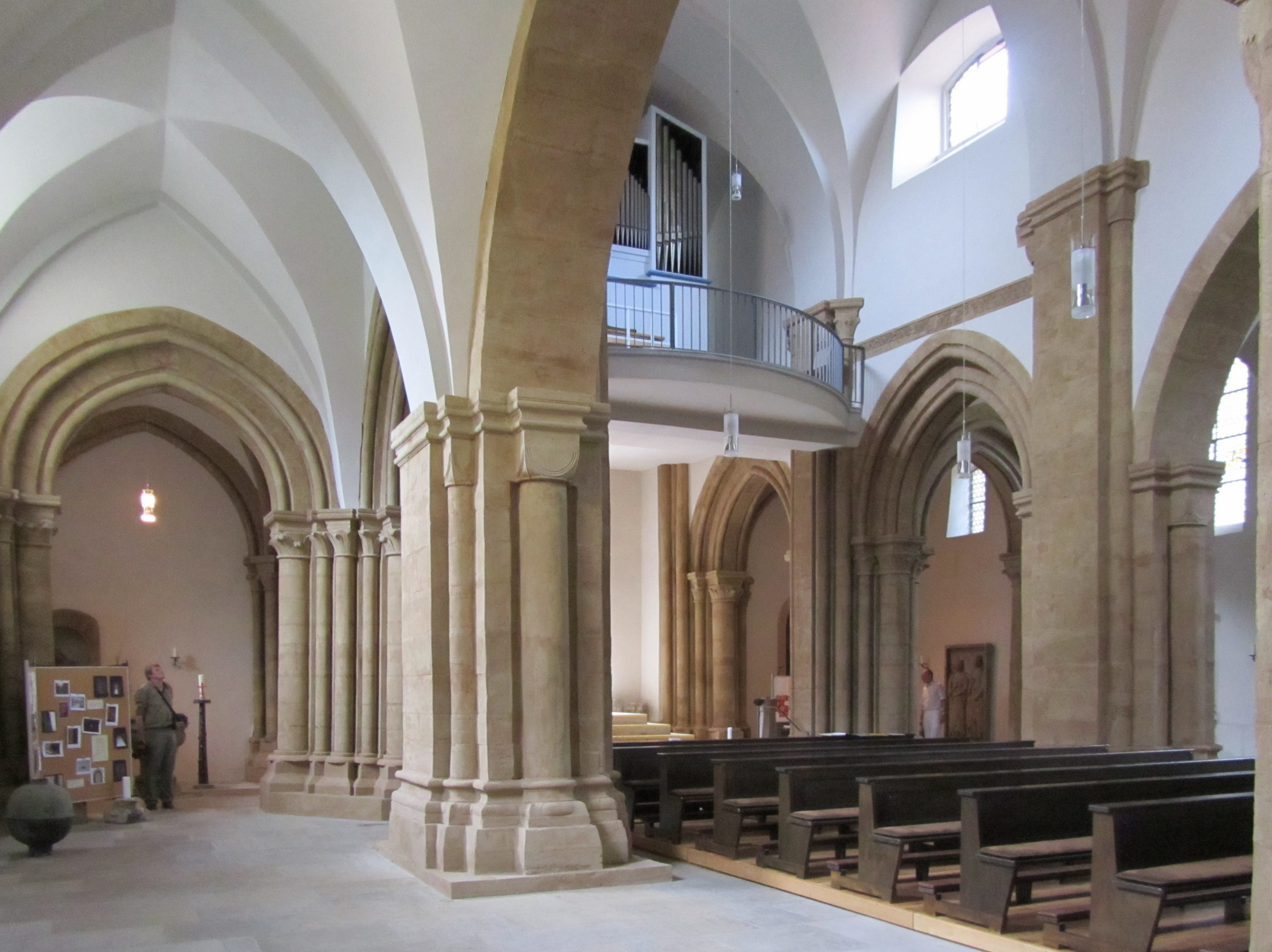
Der Innenraum zeigt romanische und gotische Stilformen

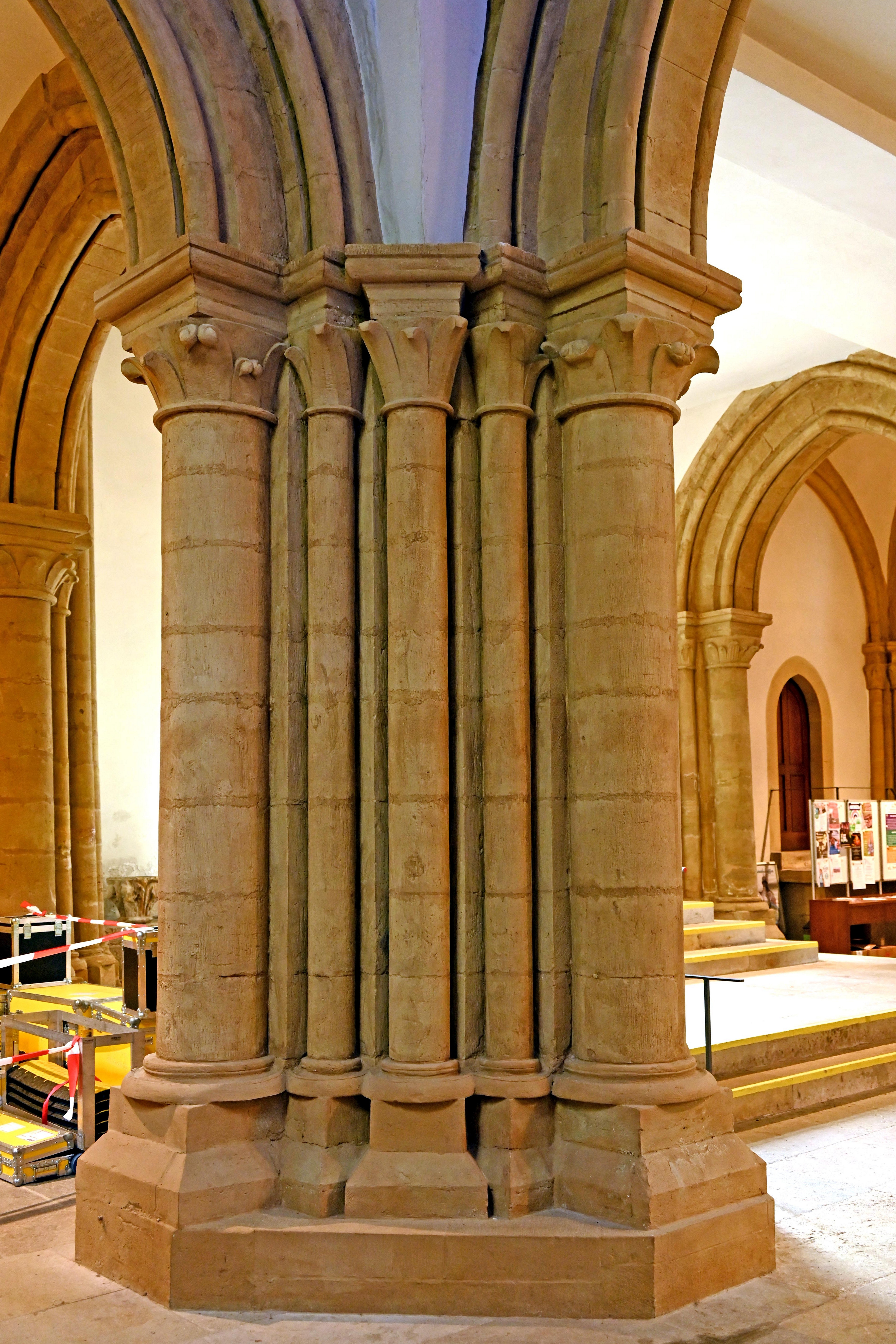
Frühgotische Bündelpfeiler mit Knospen- und Zungenblattkapitellen

Die römisch-katholische Filialkirche St. Nicolai und Jacobi (Schottenkirche, ehemalige Klosterkirche des Schottenklosters St. Jakob) steht in der thüringischen Landeshauptstadt Erfurt. Sie ist Filialkirche der Pfarrei St. Laurentius Erfurt im Dekanat Erfurt des Bistums Erfurt. Seit Verlegung des Vorabendgottesdienstes nach St. Crucis zum Advent 2023 wird sie nur noch unregelmäßig für Gottesdienste genutzt und soll spätestens zum Advent 2026 auf Beschluss des Kirchenvorstandes die Kirche gemeinsam mit St. Crucis, St. Georg und St. Martini geschlossen werden.

## Geschichte
Die dreischiffige Basilika ist romanischen Ursprungs und teilweise gotisch überformt. Gestiftet wurde das Kloster der Benediktiner 1136[1]  durch den Bruder des Naumburger Bischofs Hildeward, Walther von Glisberg, dessen Grabplatte in der Kirche ausgestellt ist. Sie zeigt den auf der Jenaer Kunitzburg begüterten Reichsministerialen und seine Frau im Stil romanischer Personendarstellungen. Er war auch Voigt seiner Stiftung. Das Kloster war ein Filialkloster der von Marianus Scottus gegründeten Abtei St. Jakob Regensburg, wovon sich die heutige Bezeichnung Schottenkirche ableitet. Bis 1200 wurden die Bauarbeiten abgeschlossen und die Klosterkirche fertiggestellt. 1472 zerstörte der große Erfurter Stadtbrand Teile der Kirche, die anschließend in gotischen Formen wieder aufgebaut wurden.
Die barocke Westfassade wurde von 1720 bis 1729 ergänzt. 1956 wurden die barocken Emporen wieder aus der Kirche entfernt und der Fußboden auf das ursprüngliche Niveau des 12. Jahrhunderts abgesenkt. Er liegt durch die für alte Städte typische stetige Erhöhung des Geländeniveaus nach 900 Jahren rund einen Meter unter dem Außengrund, sodass am Eingang einige Stufen hinab in die Kirche führen.
Seit 1744 gehörte die Kirche als Pfarrkirche zur Nikolaigemeinde und seit 2005 als Filialkirche zur Pfarrei St. Laurentius Erfurt. Die Klostergebäude wurden 1820 abgerissen. 1964 wurde die Schottenkirche wieder eingeweiht und 1971 durch eine neue Verglasung von Charles Crodel ähnlich wie der Erfurter Dom einheitlich gestaltet.
Im Turm hängen drei Stahlglocken der Glockengießerei Bochumer Verein für Glockenguss, aus dem Jahr 1872.